# Bulisa
Bulisa (transcris fonetic corect Buliisa) este un oraș  în  Uganda. Este reședinta  districtului Bulisa.